# Bucaspor 1928

Buca ligt in de provincie Izmir aan de Egeïsche Zeeregio.

Bucaspor 1928, niet te verwarren met Bucaspor, is een Turkse voetbalclub opgericht in Tire, een district in de provincie İzmir, gelegen in de Egeïsche Zeeregio. De clubkleuren zijn marineblauw en geel, en de thuisbasis van de voetbalclub is het in Buca gelegen Yeni Buca stadion. De club komt uit in de TFF 2. Lig.

## Geschiedenis

### Oprichting
Bucaspor 1928 is opgericht in 2011 als İzmir İl Özel İdarespor. In het seizoen 2013-14 veranderde de naam in Tire 1922 Spor. In 2019 werden de aandelen van de club door Cihan Aktaş overgenomen. De clubnaam werd Buca Futbol Kulübü, echter kreeg deze naam geen goedkeuring van de Turkse voetbalbond (TFF). Ci Group Buca kreeg wel een akkoord. In februari 2020 werd de naam veranderd in 1928 Bucaspor. Vanaf 7 mei 2021 gebruikt de club het logo van Bucaspor en gaat het onder de naam Bucaspor 1928 de competities in.

### Gespeelde divisies
- TFF 2. Lig: 2021-
- TFF 3. Lig: 2014-21
- Bölgesel Amatör Lig: 2012-2014
- Amateurs: 2011-2012

### Erelijst
- Bölgesel Amatör Lig

Kampioen (1): 2013-14
Witte Groep: 1461 Trabzon FK · 24 Erzincanspor · Adana 01 FK · Altay · Afyonspor · Altınordu · Ankaraspor · Batman Petrolspor · Beykoz Anadoluspor · Fethiyespor · İnegölspor· İskenderunspor · Isparta 32 Spor · Karaköprü Belediyespor · Kastamonuspor 1966 · Kepezspor · Kırklarelispor · Sarıyer

Rode Groep:  68 Aksarayspor · Ankara Demirspor· Arnavutköy Belediyespor · Belediye Derincespor· Beyoğlu Yeni Çarşı · Bucaspor 1928· Diyarbekirspor · Elazığspor · Erbaaspor · Giresunspor · Karacabey Belediyespor· Karaman FK · Menemen FK · Nazillispor · Serik Belediyespor · Somaspor · Vanspor FK · Yeni Mersin İdmanyurdu